# WV24
WV24 es una tumba egipcia de la necrópolis popularmente conocida como Valle de los Monos, considerado el vecino y el gemelo en dimensiones, geología y funciones, del Valle de los Reyes, también situado en la orilla oeste del Nilo, a la altura de la moderna ciudad de Luxor. La tumba está inacabada, pero se cree que fue destinada a algún miembro de la corte o de la familia real de los primeros años del faraón Amenhotep IV, antes de que cambiara su nombre y trasladase la capital a la actual Tell el-Amarna.

## Situación
Las pocas tumbas existentes en el Valle de los Monos o Valle Occidental de los Reyes siguen la misma numeración que en el Valle de los Reyes propiamente dicho, pero tienen las siglas de WV en vez de KV en la mayoría de los estudios realizados. Con esto se quiere decir que el parecido que guardan las tumbas occidentales con las orientales es un mismo patrón de construcción y un marco histórico en común, pero que en cuanto a la distancia física están realmente alejadas unas de las otras. El Valle de los Monos no es considerado un mero ramal de los muchos que tiene el Valle de los Reyes, sino un valle independiente por sí solo, y con tamaños prácticamente análogos.
La tumba WV24 está situada en el extremo sur del Valle de los Monos, entre las tumbas reales de WV23 y WV25. En realidad, WV24 parece ser la única tumba destinada a un personaje no real de la poco poblada necrópolis. Dado que la primera tumba data del reinado de Amenhotep III y la última del de Ay, lo más seguro es que WV24 pertenezca a la misma época, seguramente de los últimos años de Amenhotep III o de los primeros de Amenhotep IV, el futuro Ajenatón. El motivo del traslado de la necrópolis real al valle más occidental de toda la necrópolis tebana no se puede aún explicar con certeza, pero quizás se debiera a que Amenhotep III no encontrase un buen lugar para su tumba, a salvo de los ladrones, y lejos de las de sus ancestros.
Al igual que su inmediata vecina WV25, esta tumba fue abandonada al poco de ser comenzada su excavación. No obstante debido a que estaba destinada a un personaje no perteneciente a la realeza, aparece mucho más completa que la tumba número 25 –ya que los sepulcros reales necesitaban muchísimo más tiempo para ser completados que simples tumbas de nobles– . Como el resto de los enterramientos destinados a la nobleza en la necrópolis real, el de WV24 consta simplemente de un pequeño pozo de entrada (A) y la cámara sepulcral (B), muy toscamente tallada y a todas luces incompleta. Como era de esperar, carece de decoración.

## Excavación
Ignoramos la fecha exacta del descubrimiento de WV24, pero parece ser que su existencia pasó desapercibida por Giovanni Battista Belzoni cuando trabajó en las tumbas WV23 y WV25. No obstante, al poco tiempo, otros viajeros como Robert Hay o John Wilkinson denotan su presencia, y el propio Howard Carter entró en ella. Mas ninguno de estos, ni de tantos otros que documentaran este sepulcro, procedieron al imprescindible desescombro.
No sería hasta la temporada 1991-1992 que se produjeran las labores de excavación y limpieza de la tumba, a cargo de Otto Schaden para la Universidad de Arizona. Durante ella salieron a la luz enterramientos intrusos –hasta cinco momias humanas–, quizás fechados en la dinastía XXII. También se hallaron ánforas romanas y restos de objetos de cocina fechados en época copta, lo que hace pensar que WV24 permaneció abierta durante la antigüedad. No obstante, la pieza de más valor hallada por la expedición de Schaden fue un fragmento de marfil con incrustaciones de oro, que presumiblemente proviniese del tesoro de WV23.